# Krigsgud
|  | Wiktionary har en ordboksartikel om krigsgud. |

Krigsgud är i vissa polyteismer en gud som tillbes i hopp om krigslycka.

## Lista över krigsgudar
- Ares – krigets, ursinnets och det besinningslösa våldets gud i grekisk mytologi
- Mars (mytologi) – en krigsgud i romersk mytologi
- Tyr - en av krigsgudarna i nordisk mytologi.
- Oden – en krigsgud i nordisk mytologi
- Indra – en krigargud i indisk mytologi
- Vahagn en krigsgud i armenisk mytologi
- Guan Yu – i Västvärlden felaktigt kallad den taoistiske krigsguden
- Svantevit – en fyrhövdad krigsgud i slavisk mytologi
- Ishtar – en krigsgud i mesopotamisk mytologi
- Set - en egyptisk krigsgud